# Chapelle Saint-Sauveur d'Aigrefeuille-sur-Maine
Pour les articles homonymes, voir Notre-Dame-de-l'Assomption#Églises.
La chapelle Saint-Sauveur est un édifice religieux catholique située à Aigrefeuille-sur-Maine dans le département de la Loire-Atlantique en France.

## Description
La chapelle Saint-Sauveur est érigée vers le sud-ouest du centre d'Aigrefeuille-sur-Maine, une commune rurale du sud-est de la Loire-Atlantique. Il s'agit d'un petit édifice à plan rectangulaire, constitué d'une nef terminée par un chevet polygonal. Le portail est surmonté d'un petit clocher à plan carré.
La chapelle compte trois objets classés au titre des monuments historiques :
- l'ensemble comprenant l'autel, le tabernacle et une statue du Christ, en faux marbre peint et doré, datant de la fin du XVIIe siècle[1] ;
- un tableau représentant le baptême d'une sainte, réalisé au XVIIe siècle d'après un original de Jacques Stella et une gravure de François de Poilly[2] ;
- un tableau représentant saint Vincent de Paul, datant du XVIIIe siècle[3].

## Historique
La chapelle Saint-Sauveur est construite et bénie en 1714 ; selon la tradition, elle aurait été érigée à la suite d'une apparition du Christ, à qui elle est dédiée. Elle est incendiée en 1794 par les colonnes infernales pendant la guerre de Vendée, puis reconstruite en 1804.
La chapelle est restaurée en 1997.